# Toy Story 3
Toy Story 3 er en computeranimationsfilm fra 2010 fra Pixar. Filmen er en opfølger til Toy Story og Toy Story 2 og skulle oprindeligt handle om, at Buzz Lightyear bliver kaldt tilbage til legetøjsfabrikanterne, da en vigtig ting er blevet opdaget. Denne idé blev dog lagt på hylden, så filmen handler i stedet om, at Anders er blevet voksen og skal på college. Derfor havner hans legetøj på en daginstitution.
Denne gang er Lee Unkrich, der har fungeret som klipper på seriens andre film, instruktør, mens John Lasseter er producer. Manuskriptet er skrevet af Michael Arndt, og skuespillerne Tom Hanks og Tim Allen lægger atter stemme til hhv. Woody og Buzz Lightyear.

## Medvirkende danske stemmer
- Woody: Preben Kristensen
- Buzz Lightyear: Thomas Eje
- Jessie: Puk Scharbau
- Teddy: Flemming Krøll
- Ken: Mikkel Arndt
- Barbie: Anita Lerche
- Anders: Lukas Forchhammer
- Bolette: Cornelia Pagh Hestbæk
- Hr. Potato Head: Lars Knutzon
- Fru. Potato Head: Birthe Neumann
- Slinky: Peter Zhelder
- Basse: Lasse Lunderskov
- Rex: Anders Bircow
- Anders' mor: Michelle Bjørn-Andersen
- Mette: Malou Galst
- Hr. Tordenberg: Martin Buch
- Charlie: Preben Harris
- Trixie: Michèle Bellaiche
- Smørblomst: Rasmus Botoft
- Sprutte: Pernille Højmark
- Dukkelise: Daimi Gentle
- Bogormen: Jan Tellefsen
- Sten: Kasper Leisner
- Fluen: Jesper 'Jokeren' Dahl
- Sparks: Johan Vinde
- Lifer: Sigurd Barrett
- Sergent: Lars Thiesgaard
- Menig Sørensen: Paw H. Lærke
- Bolette's mor: Anne Oppenhagen Pagh
- Grønært: Rikke Thea Nordentoft
- Rumvæsen: Lars Thiesgaard, Peter Røschke, Torben Sekov
- Svend: Andreas Hviid
- Trold i en æske: Jakob Stegelmann
- Frø: Peter Røschke
- Skraldemand: Paw Henriksen

## Produktion
Tekst mangler, hjælp os med at skrive teksten

## Modtagelse
Tekst mangler, hjælp os med at skrive teksten